# Gheorghe Popa-Lisseanu
Gheorghe Popa-Lisseanu (n. 2 octombrie 1866, Lisa, Brașov – d. 14 mai 1945, București) a fost un istoric, filolog român, membru corespondent (din 1919) al Academiei Române.
Este autorul a 20 de volume despre daci și teritoriul vechii Dacii intitulat Fontes Historiae Daco-Romanorum.

## Biografie profesională
A fost elevul lui B. P. Hașdeu și a lui G. Dem. Teodorescu, de la aceștia desprinzând meșteșugul căutării probelor existenței poporului român. Și-a dedicat întreaga viață cercetării în acest sens petrecând mult timp în arhive, unde a identificat și apoi publicat, materiale cu privire la daci și teritoriile acestora precum și texte medievale latine și grecești de până la constituirea formațiunilor statale românești.
Crezul său în ceea ce privește istoria României precum și scopul demersului de a publica lucrări de mare întindere despre textele care prezintă informații din istoria României este exprimat în prefața la volumul 1 din Fontes Historiae Daco-Romanorum:
„Din lectura celor două opere ce publicăm acum, precum și din lectura celor ce sperăm să tipărim în curând, se va putea vedea ... [că] noi am fost înainte de unguri, nu numai în Dacia, dar, ceea ce este de o extremă importanță și în Panonia și peste tot locul în vechea Ungarie”—Prefața la volumul I, 1934

## Lucrări

### 15 volume dinFontes Historiae Daco-Romanorum
1. Faptele ungurilor
2. Descrierea Europei Centrale
3. Românii în poezia medievală
4. Cronica ungurilor
5. Cântecul de jale
6. Descoperirea Ungariei celei Mari
7. Cronica lui Nestor
8. Ambasadele
9. Viața împăratului Aurelian
10. Istoria romană prescurtată
11. Cronica pictată de la Viena
12. Brodnicii
13. Războiul cu goții
14. Getica (Iordanes)
15. De aedificiis

### Alte lucrări istorice
- Breviarium historiae Romanae
- Corespondența lui Plinius cu împăratul Traian
- Tablele cerate descoperite în Transilvania
- Cetăți și orașe greco-romane în noul teritoriu al Dobrogei
- Continuitatea românilor în Dacia
- Dovezi nouă - re-editată în 2016, cu titlul de Continuitatea românilor în Dacia. Dovezi noi[2]
- Limba română în izvoarele istorice medievale
- Românii în izvoarele istorice medievale
- Dacia în autorii clasici

1. Autorii latini clasici și postclasici
2. Autorii greci și bizantini